# Club Oriental de Fútbol
O Club Oriental de Fútbol é um clube de futebol uruguaio com sede na cidade de La Paz, departamento de Canelones. Foi fundado em 24 de junho de 1924 e atualmente disputa a Segunda Divisão Profissional. Seu clássico rival é o Juventude de las Piedras.

## História

### Início
No dia 24 de junho de 1924, em La Paz, no Uruguai, um grupo formado por Carlos Theoduloz, Humberto e Virgilio Bianchi, os irmãos Picco, Luis e Pedro Petronio, Wilden Maqueca, Aníbal Vilariño, Hector Vallarino, Armando Rubio, Giacconi, Muisso, Aníbal Danese e Rondoni resolveram dar vida a um clube de futebol que representasse a cidade. Em assembleia, os presentes propuseram três nomes para a nova equipe: Libertador (com dois votos), Colombes (também com dois votos) e Oriental, que venceu a votação com ampla maioria, somando 13 votos. Assim nascia o Club Oriental. Na sequência, foi a vez de escolher as cores do uniforme. A cor azul celeste foi escolhida em homenagem à Seleção Uruguaia, que naquele mesmo mês havia conquistado a medalha de ouro olímpica.

### Primeiros títulos e crescimento
O Oriental foi um dos fundadores da Liga Departamental de Canelones e também da Liga Regional del Sur, liga de futebol que representa os clubes do interior do país. Em 1925 e 1929, sagrou-se campeão departamental.
Na década de 1970, o Oriental filiou-se à AUF, sendo o primeiro clube do interior do Uruguai a participar de torneios oficiais da entidade. Os Celestes de La Paz (apelido carinhoso do clube) estrearam nos campeonatos da Associação Uruguaia de Futebol (AUF) através da Primeira Divisão "D" (quarta divisão de 1972–1978) em 1975. Em 1980, na Divisão "B" (nome de segunda divisão de 1942–1995), terminou na quarta colocação atrás apenas de Rampla Juniors, Racing e Liverpool, com apenas três derrotas em todo o campeonato.

### Século XXI
Conquistou a Divisão "C" em 2004 e 2007, mas sem acesso à Segunda Divisão Profissional (nome da segunda divisão desde 1996), pois naquela época não havia promoção prevista para o campeão. Voltou a levantar a taça na temporada de 2008–09, quando, desta vez, o acesso era garantido.
Após anos de altos e baixos, finalmente conseguiu o tão sonhado retorno à Segunda Divisão Profissional, ao conquistar o Torneio Apertura do Campeonato Uruguaio da Segunda Divisão Amadora (nome da terceira divisão entre 2008–2016), derrotando o Basáñez na final, e também a Liguilla de 2015, novamente superando o Basáñez por 3–0 na última rodada.
Na edição de 2022 da Primeira Divisão Amadora (nome da terceira divisão entre 2019 e 2024), chegou pertinho do título, terminando a temporada como vice-campeão com 43,5 pontos. Atrás apenas do Tacuarembó, que sagrou-se campeão com 43,9 pontos. Apesar disso, o clube de La Paz garantiu acesso à segunda divisão profissional.

## Uniformes
• Uniforme titular: Camiseta celeste com detalhes brancos, calções pretos e meias pretas.

• Uniforme alternativo: Camiseta preta com detalhes celestes, calções pretos e meias pretas.

## Títulos

### Nacionais
| Competição                             | Total | Ano(s)                                       |
| -------------------------------------- | ----- | -------------------------------------------- |
| Campeonato Uruguaio ― Terceira Divisão | 4     | 2004, 2007 (como Liga Metropolitana Amateur) |
| Campeonato Uruguaio ― Terceira Divisão | 4     | 2009, 2014 (como Segunda División Amateur)   |